# 390 a. C.
El año 390 a. C. fue un año del calendario romano prejuliano. En el Imperio romano se conocía como el Año del Tribunado de Ambusto, Longo, Ambusto, Fidenas, Ambusto y Cornelio (o menos frecuentemente, año 364 Ab urbe condita). 

## Acontecimientos
- 18 de julio - Batalla de Alia: Los galos senones, al mando de Breno, derrotan al ejército romano, ocupando y saqueando Roma. Si bien hizo levantar al ejército en distritos de la periferia, el nuevamente dictador Marco Furio Camilo tuvo que librarse de los galos pagando un gran tributo.

### Sin Fecha Exacta
- Los celtas inician un amplio movimiento de migración, que los lleva de la llanura del Po, en Italia, desde donde organizan la penetración del sur de esta península. Otros grupos ocuparon vastas zonas de Europa central y oriental (Grecia y los Balcanes).[1]
- Platón escribe el diálogo Hipias mayor (fecha aproximada).

## Nacimientos
- Átalo, general macedonio (m. 336 a. C.)
- Dinóstrato, matemático y geómetra griego (m. h. 320 a. C.).
- Heráclides Póntico, astrónomo y filósofo griego (m. 310 a. C.)

## Fallecimientos
- Andócides, orador ático (n. 440 a. C.)
- Mozi, filósofo chino.